# Arnel Kernizan de Jesus
Arnel Kernizan de Jesus (ur. 11 listopada 1975) – portorykański zapaśnik walczący w stylu wolnym. Zajął 28. miejsce na mistrzostwach świata w 2001. Piąty na igrzyskach panamerykańskich w 1999. Srebrny medalista mistrzostw panamerykańskich w 2001 roku.